# قبض ذلك الولد
قبض ذلك الولد, (بالإنجليزية: Catch That Kid!)‏, إنتاج عام 2004. هو المغامرة الكوميدية الأمريكية فيلم من إخراج بارت فروندليتش. هو طبعة جديدة من الأفلام كلاريتوسين الدنماركية (2002). وكانت عناوين الفيلم عمل البعثة دون إذن (كما عنوان الفيلم المملكة المتحدة)، قبض تلك الفتاة، وقبض ذلك الولد .

## القصة
مادلين روز «مادي» فيليبس بدور الممثلة (كريستين ستيوارت) فتاة تبلغ (12 عاما) التي تحب تسلق. وارتفع والدها، توم (سام روباردس)، جبل إيفرست، لذلك يعمل في الأسرة. عدة سنوات في وقت سابق، سقطت أكثر من 100 مرة أثناء التسلق، ولأن والديها يخشون أنها قد تؤذي نفسها، وقد أمروا مادي لا تصعد مرة أخرى. وكان توم والدها كان مريض في وقت سابق من هذا الخريف، الذي قال انه لم يكن يعلم، بأن لديه إصابة خطيرة من أسفل الرقبة. والتي تكلف العملية الجراحية بقيمة 250000 $، والتي لايمكن انقاذه. والتأمين لا تدفع للعملية، والأسرة لا تملك المال .
مادي نسرق ثلاث عربات للذهاب من والدها ويقنعها اثنين من اصدقائها، اوستن بدور الممثل (كوربن بلو), جوس بدور (ماكس ثيريوت)، لمساعدتها. أنها لا تزال مترددة، لذلك تقول كل منهما انها تحبه ولا رعاية للطرف الآخر، ويعطي نصف قلادة الصداقة التي قامت بها إلى كل واحد منهم، بدعوى أنها النصف الآخر والتقبيل لهم على حد سواء. واقتحموا بنك هارد باك المالية، وهو بنك في التي تعمل به أم مادي .

## طاقم الممثلين
| الفاعل                      | دور               |
| --------------------------- | ----------------- |
| كوربن بلو                   | اوستن             |
| كريستين ستيوارت             | مادلين روز فيليبس |
| ماكس ثيريوت                 | جوس               |
| جنيفر بيلز                  | مولي فيليبس       |
| سام روباردس                 | توم فيليبس        |
| غرانت هايدن وشون أفيري سكوت | ماكس فيليبس       |
| جون كارول لينش              | السيد هارتمان     |
| جيمس لي جروس                | فيريل             |
| مايكل ديس بارريس            | بريسبان           |
| ستارك ساندس                 | شاد               |
| كريستين إستابروك            | شارون             |
| كيفن ج. شميت                | سكيب              |
| أودري فاسيلفسكي             | الممرض            |

## شباك التذاكر
قبض ذلك الولد في # 6 في عطلة نهاية الأسبوع في 6 فبراير 2004 في 5824860 $ في اسبوعه افتتاح أول. وأمضى أسبوعين الفيلم في مكتب الولايات المتحدة العشرة بوك اوفيس توب تين .

## استقبال
قبض ذلك الولد من قبل النقاد وحصل على 11 ٪ «فاسدة» التصنيف الموافقة على استعراض موقع الطماطم الفاسدة. أخذت  معظم النزلاء تهدف إلى الأخلاق الفيلم مشكوك فيها وعدم الأصالة، ومقارنتها على نحو غير ملائم الأفلام أطفال جواسيس 2: جزيرة الأحلام المفقودة .